# قمة موسكو (1998)
عُقدت قمة موسكو عام 1998يومي 1 و2 سبتمبر/أيلول 1998، بين الرئيس الأمريكي بيل كلينتون والرئيس الروسي بوريس يلتسين في روسيا. وتناولت القمة عددًا من القضايا المهمة المتعلقة بمنع الانتشار النووي والحد من التسلح، حيث ناقش رئيسا البلدين المخاوف الأمنية المشتركة، واتفقا على تزويد كل منهما الآخر بمعلومات مستمرة عن إطلاق الصواريخ الباليستية، وذلك لتعزيز سلامة السكان والحد من احتمالية نشوب حرب نووية عن طريق الخطأ.

## انظر ايضا
قائمة القمم الروسية الأمريكية